# Rafał Filipczuk
Rafał Filipczuk (ur. 6 marca 1979) – polski kulturysta.

## Życiorys
Pochodzi ze wsi Chodów, położonej w województwie mazowieckim. Treningi siłowe rozpoczął w wieku piętnastu lat, w momencie, w którym rozpoczął naukę w siedleckim technikum rolniczym. Po ukończeniu szkoły średniej, wyjechał do Wielkiej Brytanii, gdzie kontynuował treningi w tamtejszych klubach kulturystycznych. Do Polski powrócił po trzech latach i zrobił kurs instruktora kulturystyki. Jako kulturysta zadebiutował w Debiutach Kulturystycznych. Zajął piąte w miejsce w kategorii wagowej do dziewięćdziesięciu kilogramów. Następnie pojawił się na Mistrzostwach Polski w Płońsku, gdzie startował w kulturystyce klasycznej. Ostatecznie zdobył srebrny medal, zajmując miejsce drugie.

## Informacje
- Wzrost: 176 cm
- Waga: 85 kg (startowa 81 kg)
- Rekord w wyciskaniu na ławce: 180 kg
- Rekord w przysiadzie: 180 kg
- Zawód wykonywany: instruktor kulturystyki
- Miejsce zamieszkania: Chodów, k. Siedlec